# Munidion irritans
Munidion irritans är en kräftdjursart som beskrevs av David R. Boone 1927. Munidion irritans ingår i släktet Munidion och familjen Bopyridae. Inga underarter finns listade i Catalogue of Life.